# Broken dreams
Broken dreams is de laatste hitsingle van Guys 'n' Dolls van het Britse duo Dominic Grant en Julie Forsyth. De single bereikte de twaalfde plaats in de Nederlandse Top 40.

## Hitnotering
| Nummer | 31 | 22 | 17 | 13 | 12 | 18 | 34 | uit |